# Ангелис, Одиссеас
Одиссеас Ангелис (греч. Οδυσσέας Αγγελής; 12 февраля 1912, Стени-Дирфиос, Королевство Греция — 22 марта 1987, Тюрьма в Коридалосе, Аттика) — греческий военный офицер, возглавлявший вооружённые силы во время военной хунты 1967—1974 годов.
Был избран главой хунты Георгиосом Пападопулосом на должность вице-президента провозглашённой республики в 1973 году. Свергнут вместе с Пападопулосом сторонниками жёсткой линии хунты в ноябре 1973 года и в 1975 году на судебных процессах в греческой хунте приговорён к 20 годам тюремного заключения за государственную измену.

## Биография
Одиссеас Ангелис родился в деревне Стени на острове Эвбея в 1912 году.

### Ранняя карьера
После завершения учёбы в Греческой военной академии 2 августа 1934 года он был приведён к присяге вторым лейтенантом артиллерии. Повышен до лейтенанта в 1937 году и капитана в 1940 году. Затем Ангелис участвовал в итало-греческой войне в качестве командира батареи горной артиллерии. После немецкого вторжения и оккупации Греции странами «оси» в 1943 году Ангелис бежал из страны и присоединился к греческим вооружённым силам на Ближнем Востоке, где он командовал зенитной батареей.
После освобождения Греции он получил звание майора в 1946 году и участвовал в Гражданской войне в 1948—1949 годах как командир артиллерийского дивизиона. После окончания гражданской войны Ангелис служил в различных артиллерийских командах и закончил курсы в Высшем военном училище и Школе национальной обороны. Одиссеас работал в штаб-квартире НАТО в Измире адъютантом короля Павла I, профессором Высшего военного училища, начальником штаба 9-й пехотной бригады, комендантом артиллерийского училища, директором 2-го штабного бюро в генштабе греческой армии, начальником штаба ASDEN, заместителем командира и командиром 5-й пехотной бригады. Ангелис получил звание подполковника в 1950 году, полковника в 1958 году, бригадного генерала в 1960 году и генерал-майора в 1965 году.
В 1967 году он был повышен до генерал-лейтенанта и заместителя начальника генштаба национальной обороны, и этот пост он занимал во время государственного переворота 21 апреля 1967 года.

### Военная хунта
21 апреля 1967 года Ангелис принял ряд законов, ограничивающих протесты, включая запрет на публичные собрания более пяти человек, запрет на все частные собрания политического характера, запрет на пропаганду против генералов и запрет на владение оружием гражданскими лицами.
22 апреля 1967 года Ангелис был назначен начальником генштаба армии. Он отвечал, по крайней мере официально, за армейский декрет № 13, который запретил музыкальные произведения Микиса Теодоракиса.
Во время неудавшегося королевского контрпереворота 13 декабря 1967 года Ангелис остался верен хунте и занял, помимо должности главы армии, должность начальника генерального штаба национальной обороны Греции. 19 декабря 1968 года он принял командование вновь сформированным штабом вооружённых сил (греч. Αρχηγείο Ενόπλων Δυνάμεων). Одиссеас получил звание генерала в 1970 году и 16 августа 1973 года уволился из армии.
Преданный главе хунте Георгиосу Пападопулосу, Ангелис был избран вице-президентом, тогда, когда Пападопулос отменил монархию и объявил 1 июня 1973 года Грецию президентской республикой. Одиссеас Ангелис занимал пост вице-президента до 25 ноября 1973 года, когда Пападопулос потерял власть в результате переворота, проведённого сторонниками жёсткой линии хунты.

### Суд и тюремное заключение
После восстановления демократического правления в 1974 году на судебных процессах хунты 1975 года он был приговорён к 20 годам тюремного заключения за государственную измену и мятеж. Ангелис покончил жизнь самоубийством в своей камере в тюрьме Коридалос 22 марта 1987 года.

## Награды
Награждён крестом Доблести и многими другими греческими и зарубежными орденами и медалями.